# Giovanni Visconti di Gallura
Giovanni Visconti (... – San Miniato, maggio 1275) è stato giudice di Gallura dal 1238 alla morte, avvenuta nel maggio del 1275.

## Biografia
Era membro della dinastia dei Visconti di origine pisana, figlio di Ubaldo I Visconti di Cagliari e cugino di Ubaldo Visconti di Gallura; quest'ultimo nel 1237 in un testamento redatto a Silki, designò Giovanni quale erede del suo Giudicato. La vedova di Ubaldo però, Adelasia di Torres, presto si risposò con Enzo di Svevia con il quale assunse il governo della Gallura ed il titolo regale, concesso dall'Imperatore Federico II, padre di Enzo. Ma il dominio della coppia fu breve perché Giovanni fu capace nel giro di poco tempo di riprendersi la sua eredità.
Nel 1254 Giovanni si alleò alla Repubblica di Pisa nel suo attacco contro Giovanni di Cagliari. Nel 1258 Pisa divise il Giudicato di Cagliari tra i suoi alleati, così Giovanni annesse un terzo di esso alla Gallura (per la precisione le curatorie di Ogliastra, Quirra, Sarrabus e Colostrai).
Giovanni successivamente rimase per lo più nella penisola italiana, per partecipare al fianco di Pisa alle guerre che contrapponevano Guelfi e Ghibellini. Ritornò in Sardegna nel 1274, ma già l'anno successivo era tornato a Pisa, da dove fu cacciato per aver aderito alla parte Guelfa. A quel punto si legò ai Lucchesi e ai Fiorentini, assieme ai quali assaltò il castello di Montopoli, che tenne per alcuni mesi fino alla sua morte avvenuta nel maggio del 1275 mentre si trovava a San Miniato. Dopo la vittoria della coalizione guelfa suo figlio Nino fu reintegrato nel suo vastissimo patrimonio.

## Discendenza
In prime nozze Giovanni sposò Dominicata, figlia di Aldobrandino Gualandi-Cortevecchia, che però morì nel 1259. In seconde nozze sposò una figlia del celebre Ugolino della Gherardesca, conte di Donoratico, da cui ebbe il suo erede Nino Visconti. Giovanni fu uno dei pochi ad appoggiare il suocero della Gherardesca, nelle lotte interne che in quel periodo affliggevano Pisa.